# Kerka
A Kerka, régen Kerkás (szlovénül Krka, vendül Kerka) folyó, ami Szlovéniában, a Vendvidéki-dombságban ered, Bajánsenye térségében lép be Magyarország területére és Muraszemenye térségében ömlik a Murába.
Vízgyűjtő területe 1762 km², beleértve a Mura torkolat felett, a 2+185 szelvényben betorkolló Lendvát is. A Kerka teljes vízgyűjtőjének nagyjából kétharmada tartozik Magyarországhoz, egyharmada Szlovéniában van. A felső határszelvénynél a szlovén területen lévő vízgyűjtő terület 110 km². A vízfolyás magyarországi szakaszának hossza 53,6 km.
A Kerka forrásától először délkeleti irányban halad, majd nagy ívben dél felé fordulva torkollik a Murába. Ezt a menetvonalat követi a Kerkától nyugatra a Szentgyörgyvölgyi-patak, amely a Kebelébe torkollik. A Kebele délre elhagyva az országot Szlovéniában torkollik a Lendvába, amely országhatárt képezve a Kerkába torkollik a Murában való torkollás felett körülbelül 2 km-rel.

## Települések a folyó mentén
| - Kerkafő (Čepinci) - Marokrét (Markovci) - Sal (Šalovci) - Őrihodos (Hodoš) - Kapornak (Krplivnik) - Bajánsenye - Kerkáskápolna - Magyarföld - Ramocsa - Kerkafalva - Kerkakutas - Felsőszenterzsébet - Alsószenterzsébet - Kerkaújfalu - Csesztreg - Zalabaksa - Kerkabarabás | - Bárszentmihályfa - Lentikápolna - Bárhely - Mumor - Lenti - Lentiszombathely - Máhomfa - Kerkateskánd - Szécsisziget - Tormafölde - Lovászi - Dobri - Tornyiszentmiklós - Kerkaszentkirály - Margitmajor - Muraszemenye |

## Főbb mellékvízfolyásai
A Kerka jelentős jobb parti mellékvízfolyásai a Kerca és a Lendva patak.
- A Kerca Szlovéniában ered, a vízfolyás kb. 23 km hosszú. Torkolati vízgyűjtő területe 41 km², a Magyarországra érkezésnél 26 km².
- Lendva patak a 0+000 és a 6+803 szelvényei között az országhatárt képezi Magyarország és Szlovénia között, a felette levő szakaszán teljes hosszában Szlovéniában folyik. Teljes vízgyűjtő területe 865 km², melynek közel 80%-a Szlovéniában van.

A Kerka jelentős bal parti mellékágai a Cupi patak a Medesi patakkal, valamint a Cserta az Alsó-Válicka.
- A Cupi patak a közvetlen Kerka völgy ÉK-i szélén halad a Kerkával párhuzamosan. Mellékágai közül a Medesi patak a legnagyobb. Együttes vízgyűjtő területük 164 km².
- A Cserta patak a 16,6-es kilométerszelvénynél torkollik a Kerkába a bal parton. Az Alsó-Válickával együtt a vízgyűjtő területük 441 km². Az Alsó-Válicka pataktorkolati vízgyűjtőterülete 186,5 km².

## Földhasználati jelleg
A Kerka-völgy, illetve a vízgyűjtő terület jelentős része erdő és szántó, emellett a patak átfolyik Lenti városán és falvakon, mint például Zalabaksán vagy Csesztregen. A közvetlen völgy fenéki területek általában gyepek, amelyeken az utóbbi évtizedekben észlelhető az elhanyagoltság. Ennek következtében a gyepek bozótos területekké, egyes helyeken erdővé módosulnak.
Jelentős területek tartoznak különböző fokozatú természet védettség alá.
A Kerka-mente Natúrpark területe több tájegységet foglal magába. Ide tartozik az Őrség déli része, Göcsej nyugati része, Hetés magyarországi szakasza (melyet Szlovéniától csak a mesterségesen húzott határvonal választ el), és egy kis rész a Mura bal parti síkjából is. Területe 55 159 ha. Tagtelepüléseinek száma: 41, lakóinak száma 24 500 fő.
A többféle klimatikus hatás a kulcsa az itt élő növény- és állatfajok sokféleségének.
A viszonylag gyors sodrású patakban 26 halfaj mellett nagy számban fordul elő a folyami rák, de megtalálható itt a vidra és a hód is. A lassúbb mozgású szakaszok és mellékágak dísze a tavirózsa és a vízitök.

## Külső hivatkozások
- Nyugat-dunántúli Környezetvédelmi és Vízügyi Igazgatóság
- Kerka-völgy kincsei